# Budilov (biskup pražský)
Budilov (či též Budivoj, Budislav, latinsky Budislaus, † 10. července 1226 v Římě) byl v pořadí 20. pražský biskup.

## Život
O jeho původu a raném životě není nic známo, předpokládá se však, že mohl pocházet z rodu pánů ze Švábenic.
V roce 1226 spolu s dalšími členy pražské kapituly doprovázel biskupa Pelhřima na jeho cestě do Říma. Pelhřim byl zvolen biskupem na přání krále Přemysla Otakara I., jelikož však neobdržel papežské potvrzení své volby, měl se dostavit do Říma. Papežská kurie následně došla k závěru, že má Pelhřim rezignovat.
Papež Honorius III. za přítomnosti členů pražské kapituly potvrdil jako Pelhřimova nástupce v úřadě Budilova. Ten byl na biskupa vysvěcen v Římě 26. června 1226.
Svého nového úřadu se však Budilov nestihl ujmout, neboť krátce po svém vysvěcení ještě v Římě zemřel. Místo jeho posledního odpočinku není známo.
| Předchůdce: Pelhřim z Vartenberka | Znak z doby nástupu | biskup pražský 1226 (neujal se úřadu) | Znak z doby konce vlády | Nástupce: Jan II. z Dražic |